# رود آنیل
رود آنیل (انگلیسی: Anyl) یک رودخانه در سرزمین پرم کشور روسیه است.